# Abondance (ser)

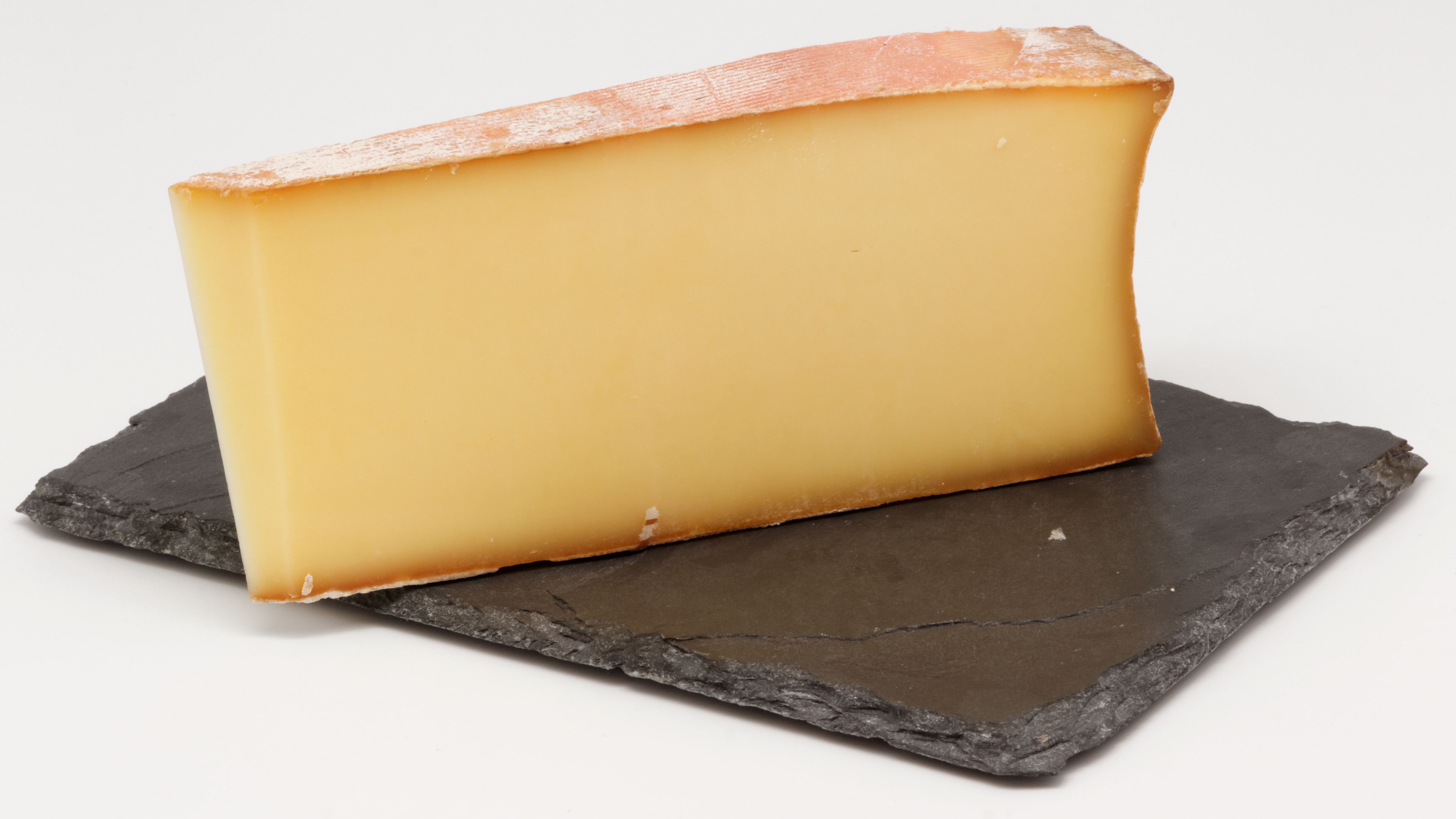
Ser Abondance

Abondance zwany też tomme d'Abondance – ser wyrabiany w Sabaudii. Wytwarzany jest wyłącznie z mleka rasy bydła Abondance, od której pochodzi też jego nazwa.